# Cotu Băii, Suceava
Cotu Băii este un sat în comuna Fântâna Mare din județul Suceava, Moldova, România.
Satul Cotu-Băii, parte componentă a vechiului Tîrg Baia până la sfârșitul sec. al XVIII-lea, este o localitate înființată pe fosta moșie Baia care și-a redus întinderea datorită scăderii importanței sale și datorită calamităților ce s-au abătut în decursul timpului iar boierii familiei Cantacuzino, stapânii Moșiei Baia au mutat o parte din țăranii din zona Băii pe culmea dealului unde se află în prezent vatra satului.
V. Costăchescu în „Istoria orașului Fălticeni cu un scurt istoric al județului Baia, între 1340-1941” scria: „Târgul Baia fiind supus inundațiilor, târgoveții de acolo au început a se strămuta sus pe deal, la răscrucea drumurilor, între 1761-1830 și încoace”  
Artur Gorovei în lucrarea „Folticenii – cercetări istorice asupra orașului”, referindu-se la inundațiile din jurul anului 1761 afirmă că dacă s-a întâmplat o asemenea nenorocire, oamenii - „plugarii care au părăsit vremelnic satul Baia s-ar fi refugiat în satele vecine, așezate pe înălțimi ferite de inundații precum Cotu-Băii”  între plugari, ca și dânșii și nu ar fi venit în Fălticeni, un oraș de evrei, pentru că aici nu ar fi avut pământ pentru traiul zilnic.
Oamenii în vârstă din cele două localități, mai ales cei din generațiile trecute, au vorbit despre o catastrofă hidrologică, care s-a produs în jurul anului 1770 în zona Gura Humorului- Baia.
Legenda spune că marea inundație s-a cauzat unei perioade ploioase mai îndelungate și a cedării unui dig de pământ de pe râul Moldova din amonte de Baia, cedare ce a produs o viitură puternică.
Puternica inundație din acea perioadă și apoi inundațiile repetate ce au urmat au făcut imposibilă locuirea și practicarea agriculturii în lunca Moldovei și a Șomuzului, boierii Cantacuzino - stăpânii moșiei Baia fiind nevoiți să strămute casele de clăcași  din zona joasă a Băii pe culmele mai înalte ale dealului pe care este amplasat în prezent vatra satului.
Satul nou format pe versantul sudic al dealului s-a numit Cotu-Băii.
După anul 1800 satul se consolidează cu locuitorii veniți din partea de sud a satului (Chutor) și cu locuitori care au plecat din zona Băii datorită inundațiilor provocate de râul Moldova.
Un număr însemnat de familii provin din Transilvania în perioada răscoalei lui Horea, Cloșca și Crișan, fapt confirmat de existența la începuturile satului a unor nume de familii precum, Lupașcu, Lupu, Macsim, Sasu, Ungureanu care își au originea în Transilvania. 
În anul 1803 Condica liuzilor menționează că satul Baia care era contopit cu satul Bogata” înglobează satul Cotu-Băii”.  Fiind parte componentă a localității Baia, satul Cotu-Băii nu apare în documente până în anul 1816. Condica Visteriei Moldovei ne indică faptul că Baia pierde cătunul Cotu-Băii, care devine sat în 1816. Acest document este primul găsit care numește satul cu denumirea actuală – Cotul Băii.
Aceași Condică înscrie în anul 1816 în „satul Cotul Băi” al luminăției domniței Ralu Cantacuzino „loc de hrană îndestul, 45 locuitori birnici, 100 bani suma banilor unui sfert de an”.
În prezent satul Cotu-Băii are o populație de 969 locuitori, cu un număr de 333 de gospodării, tendința fiind de scădere din cauza natalității scăzute și a migrației locuitorilor la oraș.